# Каз'ян
Каз'ян (азерб. Qəzyan) — село в Кубатлинському районі Азербайджану.
Село розміщене на лівому березі річки Воротан, за 67 км на південь від міста Бердзора.
7 листопада 2020 року в ході Другої Карабаської війни було звільнене Збройними силами Азербайджану.